# Predsednik Albanije
Predsednik Albanije (albansko Presidenti i Shqipërisë), uradno tudi Predsednik Republike Albanije (Presidenti i Republikës së Shqipërisë) je vodja države in oboroženih sil Republike Albanije. Predstavlja enotnost albanskega ljudstva.
Predsednik ima pooblastila za določitev datuma parlamentarnih volitev in referendumov, podeljuje pomilostitve in odlikovanja. V primeru nezmožnosti za opravljanje funkcije ga kot vršilec dolžnosti nadomešča predsednik parlamenta, in sicer do ponovnega prevzema pooblastil in nalog s strani predsednika oziroma do izvolitve novega predsednika.[4] Urad predsednika Albanije sestavlja osebje predsednika države ter podporno osebje, ki je podrejeno predsedniku. Urad ima sedež v predsedniškem uradu v glavnem mestu Tirana. Albanska ustava opredeljuje videz in uporabo predsedniškega standarda, ki visi na zgradbah urada predsednika, rezidenci predsednika, vozilih, ko jih uporablja predsednik, in ob drugih slovesnih priložnostih. Zakonec predsednika oz. predsednice je priznan kot prva dama oz. prvi soprog Albanije, vendar nima nobene uradne vloge v predsedovanju, ima pa često protokolarno vlogo v predsedniški palači in na uradnih obiskih. 
Predsednika s tajnim glasovanjem in brez razprave izvoli albanski parlament s tripetinsko večino vseh članov, mandat predsednika traja 5 let. Kljub temu albanska ustava določa omejitev na največ dva mandata na položaju.[6] Novoizvoljeni predsednik mora zapriseči pred poslanci albanskega parlamenta.

## Seznam predsednikov
|                                 | Slika                          | Ime                            | Trajanje mandata               | Trajanje mandata               | Stranka                         |
| Začetek                         | Slika                          | Ime                            | Konec                          |                                | Stranka                         |
| Albanska republika (1925–1928)  | Albanska republika (1925–1928) | Albanska republika (1925–1928) | Albanska republika (1925–1928) | Albanska republika (1925–1928) | Albanska republika (1925–1928)  |
| ------------------------------- | ------------------------------ | ------------------------------ | ------------------------------ | ------------------------------ | ------------------------------- |
| 1.                              |                                | Ahmet Zogu                     | 1. februar 1925                | 1. september 1928              | Konservativna stranka           |
| 1.                              | 3 leta, 7 mesecev              | Ahmet Zogu                     |                                |                                | Konservativna stranka           |
| Republika Albanija (1991–danes) |                                |                                |                                |                                |                                 |
| 2.                              |                                | Ramiz Alia                     | 30. april 1991                 | 3. april 1992                  | Stranka dela                    |
| 2.                              | 11 mesecev, 4 dni              | Ramiz Alia                     |                                |                                | Stranka dela                    |
| 3.                              |                                | Sali Berisha                   | 9. april 1992                  | 24. julij 1997                 | Demokratska stranka Albanije    |
| 3.                              | 5 let, 3 mesece, 15 dni        | Sali Berisha                   |                                |                                | Demokratska stranka Albanije    |
| 4.                              |                                | Rexhep Meidani                 | 24 July 1997                   | 24. julij 2002                 | Socialistična stranka           |
| 4.                              | 5 let                          | Rexhep Meidani                 |                                |                                | Socialistična stranka           |
| 5.                              |                                | Alfred Moisiu                  | 24. julij 2002                 | 24. julij 2007                 |                                 |
| 5.                              | 5 let                          | Alfred Moisiu                  |                                |                                |                                 |
| 6.                              |                                | Bamir Topi                     | 24. julij 2007                 | 24. julij 2012                 | Demokratska stranka Albanije    |
| 6.                              | 5 let                          | Bamir Topi                     |                                |                                | Demokratska stranka Albanije    |
| 7.                              |                                | Bujar Nishani                  | 24. julij 2012                 | 24. julij 2017                 | Demokratska stranka Albanije    |
| 7.                              | 5 let                          | Bujar Nishani                  |                                |                                | Demokratska stranka Albanije    |
| 8.                              |                                | Ilir Meta                      | 24. julij 2017                 | 24. julij 2022                 | Socialno gibanje za integracijo |
| 8.                              |                                |                                |                                |                                | Socialno gibanje za integracijo |
| 9.                              |                                | Bajram Begaj                   | 24. julij 2022                 |                                | neodvisen                       |
| 9.                              |                                |                                |                                |                                | neodvisen                       |

## Volitve
Za mesto predsednika Albanije se lahko potegujejo le Albanci, ki živijo na področju Albanije najmanj zadnjih 10 let in so starejši od 40 let.
Kandidati potrebujejo najmanj 20 glasov podpore, da se uvrstijo v volitve, ki potekajo v parlamentu (podpira ga lahko le ena stranka oz. organizacija). Za izvolitev je potrebnih tri petine vseh glasov.
V primeru, če parlament ne izvoli predsednika v petih poskusih, je razpuščen in razpisane so nove parlamentarne volitve. Če tudi novi parlament ne izvoli novega predsednika, je prav tako razpuščen in razpisane so nove volitve. V tretjem parlamentu pa je potrebna le večina vseh glasov.
Volitve potekajo vsakih 5 let.

## Mandat
Mandat traja 5 let in vsak predsednik je lahko le enkrat ponovno izvoljen.
Novi predsednik nastopi mandat potem, ko priseže pred parlamentom in se prejšnjemu predsedniku izteče mandat.

## Nezdružljivost z drugimi dejavnostmi
Po ustavi je predsedniku prepovedano, da je član politične stranke, da opravlja katerokoli drugo javno ali zasebno službo oz. dejavnost.

## Krivdna odgovornost
Predsednik ni odgovoren za kakršnakoli dejanja, ki so bila storjena v času njegovega mandata.
Predsednik je lahko odpoklican v primeru, če huje krši ustavo oz. je storil hujši zločin. Odpoklic je lahko sprejet v parlamentu, v katerem je najmanj četrtina vseh poslancev in ko dosežejo ⅔ soglasje.

## Nezmožnost opravljanja
V primeru, če je predsednik začasno nezmožen opravljati svojo funkcijo, prevzame njegove dolžnosti in moči predsednik Državnega zbora Republike Albanije.
V primeru, če predsednik ni zmožen izvajati svojih dolžnosti več kot 60 dni, mora parlament (⅔ soglasje vseh članov) poslati pobudo o nezmožnosti opravljanja dolžnosti na Ustavno sodišče, ki presodi utemeljenost pobude. V primeru potrditve nezmožnosti ostane mesto predsednika prazno in v 10 dneh po potrditvi se izvedejo predsedniške volitve.

## Dolžnosti in moči
Predsednik lahko: 
- predloži pobude v parlamentu;
- izvede amnestijo v skladu z zakoni;
- podeli državljanstvo oz. dovoli podelitev v skladu z zakoni;
- podeljuje odlikovanja in častne nazive v skladu z zakoni;
- podeljuje najvišje vojaške čine v skladu z zakoni;
- na predlog predsednika vlade imenuje in odpokliče diplomatske predstavnike Albanije;
- sprejme poverilna in odpoklicna pisma tujih diplomatov in mednarodnih organizacij;
- podpiše mednarodne sporazume v skladu z zakoni;
- na predlog predsednika vlade imenuje direktorja obveščevalne službe;
- predlaga predsednika Albanske akademije znanosti in rektorje univerz v skladu z zakoni;
- določi datum parlamentarnih in lokalnih volitev ter referenduma;
- zahteva mnenja in informacije s strani direktorjev državnih institucij glede problemov, ki se navezujejo na njihovo delo;

Da njegove moči postanejo pravnomočne, izdaja dekrete. Predsednik lahko izvajala le tiste dolžnosti in moči, ki mu jih naloži parlament.